# Das Pop

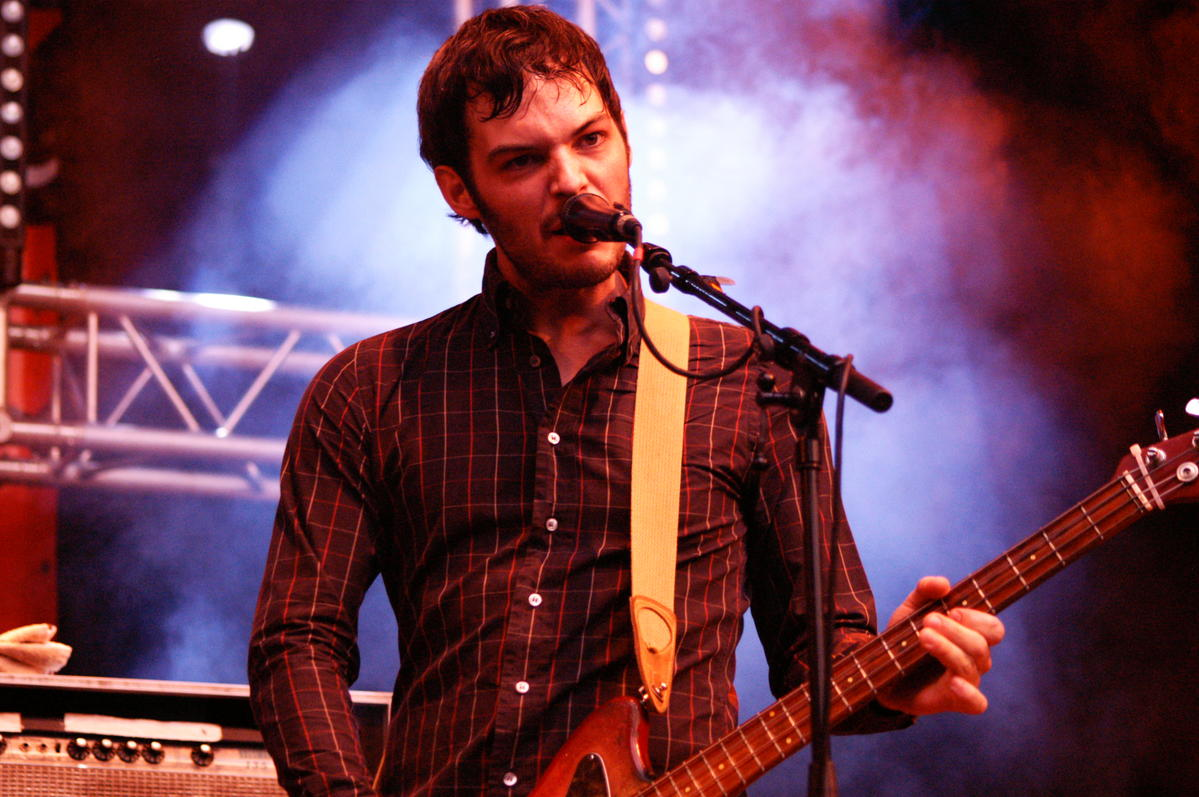
Niek Meul (2007)

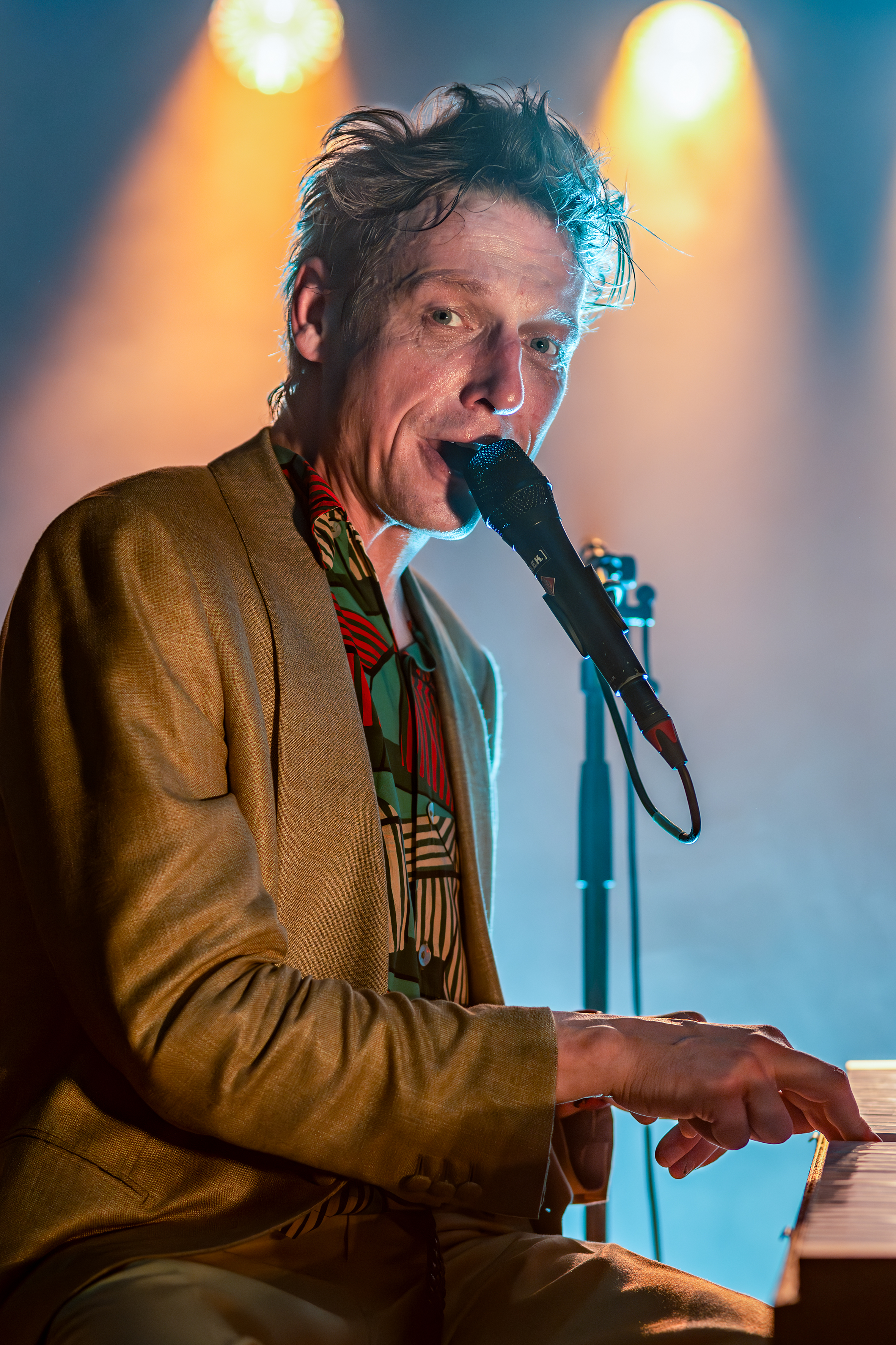
Bent Van Looy (2025)

Das Pop is een Belgische indiepopgroep uit Gent.

## Geschiedenis

### Oprichting en Humo's Rock Rally (1994–1999)
In 1994 werd de groep opgericht door Reinhard Vanbergen, Niek Meul, Lieven Moors en Bent Van Looy. Aanvankelijk heetten ze Things To Come, maar toen het vijfde groepslid, Tom Kestens, erbij kwam, doopte de groep de naam om in Das Pop. Ze brengen pop met een donker kantje.
In 1998 won het vijftal Humo's Rock Rally, de belangrijkste rockwedstrijd in België. Hun popgevoeligheid en ironische houding riep vergelijkingen op met Britpopiconen als Blur en Pulp. Met het prijzengeld trok de groep naar Londen en werd in eigen beheer de single A Different Beat uitgebracht.
Platenfirma PIAS nam de groep onder de arm en liet hen verder experimenteren met enkele nieuwe singles: The Little Boy, Electronica For Lovers en Tonight. De groep trad op op veel zomerfestivals en begon in 2000 met producer Phil Vinall (Placebo, Mark Knopfler, The Auteurs) aan de opnamen van een volledig album.

### I LoveenThe Human Thing(2000–2004)
In oktober 2000 werd de cd I Love uitgebracht. Opvallende en herkenbare T-shirts zetten de release kracht bij, en met singles als The One, The Love Program en Forever bleef Das Pop een vaste factor op de Belgische en Nederlandse radiostations. In het buitenland werden enkele minitournees door Duitsland en Spanje ondernomen. Voor de Duitse markt nam de groep zelfs een aparte single op: een eigen vertolking van 'Dreiklangsdimensionen' van Rheingold. Tussendoor werkte de groep aan een soundtrack voor een Waalse documentaire, Les enfants de l'amour van regisseur Geoffrey Enthoven.
In 2002 trok de groep opnieuw met Phil Vinall de studio in om er een tweede langspeler op te nemen. Kort na de opnamen verliet toetsenist Tom Kestens de groep om aan zijn eigen muziek voor de groep Lalalover te werken, en niet veel later ging ook gitarist Lieven Moors weg.
Het album The Human Thing werd in februari 2003 uitgebracht, niet langer bij PIAS maar opnieuw in eigen beheer (Francorchamps Records). Ook deze keer viel de release extra op door een niet-muzikaal aspect: er werden vier versies van de platenhoes verkocht, elk met een close-up van een van de groepsleden. Opnieuw scoorde Das Pop vooral in Vlaanderen en Nederland, maar ook in Duitsland kreeg de groep stilaan voet aan wal. Singles als You, Telephone Love en Turn deden het goed en voor de tweede keer kregen de Duitsers een eigen single: Du.

### Das Pop(2005–2010)
Vanaf 2005 werd het weer stil rond Das Pop en werkten de drie overgebleven groepsleden in alle stilte aan nieuw werk, samen met David en Stephen Dewaele van Soulwax en 2 Many DJs als producers. Een derde album, met de werktitel Postcards from Fuckland - later omgedoopt tot Das Pop - stond gepland voor 2007, maar die datum werd niet gehaald. In een interview bij Studio Brussel gaven de bandleden als verklaring van de vertraging dat men het album wereldwijd wilde uitbrengen en dat de onderhandelingen met diverse platenmaatschappijen moeizaam verliepen. In januari 2008 kwam Das Pop met de ep Fool for Love, die naast de titelsong een aantal remixen bevatte. Ook publiceerde Das Pop tegelijkertijd drie nieuwe singles op hun MySpacepagina.
Op 21 oktober 2009 werd Das Pop uitgebracht in de Benelux. De rest van Europa, Japan en Australië volgden een maand later.
Op 12 oktober 2010 werd "Never Get Enough" gebruikt in de aflevering "Goodbye Columbia" in de televisieserie Gossip Girl.

### The Gameen hiatus (2011–2024)
Op 8 april 2011 werd het vierde album, The Game, uitgebracht. De verschijning van de eerste single van dit album werd voorafgegaan door een marketingstunt waarin het personage The Black Juggler als lokkertje werd opgevoerd om reclame voor de nieuwe plaat te maken en nieuwsgierigheid op te wekken. Een maand voordat het album écht uitkwam, was het al verkrijgbaar bij het magazine Humo. Deze versie van het album The Game bevatte echter niet het nummer 'A Kiss Is Not A Crime'.
Op 24 november 2012 kondigde Van Looy een pauze aan. De band zou een jaar niet optreden. Het laatste concert werd gegeven op 20 december dat jaar in Eeklo. Daarmee sloot de band tevens de akoestische tournee A Lovely Evening with Das Pop af.

### Comeback (2025 - ...)
Op 23 september 2024 kondigde Das Pop hun comeback aan. Naar aanleiding van 25 jaar I Love speelt de band concerten in Antwerpen en Brussel. Gitarist Reinhard Vanbergen is er niet meer bij.

## Discografie

### Albums
| Album met hitnotering(en) in de Vlaamse Ultratop 200 albums | Datum van verschijnen | Datum van binnenkomst | Hoogste positie | Aantal weken | Opmerkingen |
| ----------------------------------------------------------- | --------------------- | --------------------- | --------------- | ------------ | ----------- |
| I ♥                                                         | 13-10-2000            | 21-10-2000            | 16              | 5            |             |
| The human thing                                             | 14-02-2003            | 22-02-2003            | 6               | 8            |             |
| Das Pop                                                     | 21-09-2009            | 26-09-2009            | 7               | 44           |             |
| The game                                                    | 08-04-2011            | 16-04-2011            | 13              | 25           |             |

### Singles
| Single met hitnotering(en) in de Vlaamse Ultratop 50 | Datum van verschijnen | Datum van binnenkomst | Hoogste positie | Aantal weken | Opmerkingen                 |
| ---------------------------------------------------- | --------------------- | --------------------- | --------------- | ------------ | --------------------------- |
| A different beat                                     | 1998                  | -                     |                 |              | In eigen beheer             |
| Telephone love                                       | 2003                  | 08-03-2003            | tip13           | -            |                             |
| Fool for love                                        | 2008                  | 02-02-2008            | tip7            | -            |                             |
| Underground                                          | 2008                  | 26-07-2008            | tip6            | -            |                             |
| Never get enough                                     | 2009                  | 12-09-2009            | 9               | 18           | Nr. 5 in de Radio 2 Top 30  |
| Wings                                                | 2010                  | 20-02-2010            | 30              | 9            | Nr. 4 in de Radio 2 Top 30  |
| The game                                             | 21-02-2011            | 12-03-2011            | 15              | 11           |                             |
| Skip the rope                                        | 16-05-2011            | 04-06-2011            | tip8            | -            |                             |
| Gold                                                 | 20-06-2011            | 03-09-2011            | tip21           | -            | Nr. 12 in de Radio 2 Top 30 |
| Yesterday                                            | 17-10-2011            | 05-11-2011            | tip18           | -            |                             |
| Thunder & lightning                                  | 16-04-2012            | 05-05-2012            | tip9            | -            |                             |